# Insurrecció del 17 de juny
Els dies propers al 17 de juny de 1953, a la República Democràtica Alemanya (RDA) es generà tota una sèrie de vagues, manifestacions i protestes, que es coneix com a Insurrecció del 17 de juny (Volksaufstand des 17. Juni) o simplement Disset de Juny (Siebzehnter Juni).

## Antecedents de la crisi
El juliol de 1952 va tenir lloc a Berlín Est la 2a convenció del SED, el partit únic. Sota el lema de Walter Ulbricht "Construcció planificada del socialisme", el procés de sovietització de la societat havia de prosseguir i reforçar el paper de l'estat.
Això significava, per exemple, la reordenació dels cinc lands existents en 14 províncies més Berlín Est; però sobretot un atac contra les classes mitjanes que encara quedaven, especialment pagesos, petits empresaris i botiguers, que havien de ser obligats a renunciar a la seva independència econòmica mitjançant forts augments dels impostos.
Aquest acord va ser pres enmig d'una situació econòmica nacional desastrosa. A causa de la militarització forçada des de l'URSS, les despeses militars tant directes com indirectes creixien constantment i el 1952 ja suposaven un 11% dels pressupostos generals de l'RDA. Només l'exèrcit i les compensacions de guerra sumaven un 20% de la despesa pública. La política econòmica del SED privilegiava la indústria pesant, cosa que debilitava cada vegada més la indústria alimentària i la producció de béns de consum, amb les consegüents dificultats per a abastir la població de productes de primera necessitat.
També va créixer dramàticament el nombre d'emigrants que fugien cap a la zona occidental, la qual cosa generava greus problemes socials i econòmics a l'RDA. Una altra qüestió que empitjorava la situació era el gran nombre de presos del país, així com la repressió contra les Junge Gemeinde (Parròquies Juvenils), grups de joves evangèlics la finalitat dels quals era difondre el cristianisme. Els EUA i els altres països occidentals van decidir de no fer res, per por que no fos interpretat com una provocació de guerra.

## Enduriment de les condicions laborals
El Comitè Central del SED va decretar els dies 13 i 14 de maig de 1953 un enduriment de la legislació laboral que incloïa augmentar un 10% el nombre d'hores a la jornada laboral mantenint el mateix sou). Aquestes reformes, aprovades pel consell de ministres el 28 de maig, van ser considerades per la població com una provocació.
Aquestes mesures, que havien de durar fins al 30 de juny, pretenien alleugerar les dificultats econòmiques del país. Tot i que foren fetes com a recomanacions, la veritat és que eren ordres a aplicar a totes les empreses estatals i estatalitzades i que, al final, comportarien una baixada general dels salaris.

## Nou rumb
Mentrestant, el govern de l'URSS havia analitzat la situació de l'RDA i dissenyà a finals de maig unes "Mesures per al sanejament de la situació política de l'RDA", que foren comunicades a una delegació del SED que viatjà a Moscou el 2 de juny de 1953. Les peticions del govern alemany oriental de fer un canvi de rumb polític d'una manera més cautelosa i lenta van obtenir la següent resposta de Vladímir Semiònov, representant de l'URSS a Berlín Est i amb més poder que el govern alemany mateix: "En 14 dies potser ja no tindran estat".
L'11 de juny es va donar a conèixer el Nou Rumb del Politburó al diari Neues Deutschland, en una publicació excepcionalment plena d'autocrítica. Algunes mesures de la "construcció del socialisme" eren retirades; es derogaven les pujades d'impostos i de preus; els treballadors, botiguers i empresaris podien sol·licitar que els retornessin els negocis; totes les sentències i els empresonaments s'havien de revisar; es posava fi a la persecució de les Junge Gemeinde. Les reformes del Nou Rumb beneficiaven principalment les classes mitjanes i els pagesos, mentre que els obrers seguien perjudicats per les reformes laborals, cosa que va provocar els primers descontentaments.
El canvi de rumb del govern, però, va ser rebut per la població amb molt d'interès i més o menys positivament. Tanmateix, la gent va passar a anomenar els canvis "Declaració de bancarrota de la dictadura del SED" i en els dies següents van sorgir les primeres concentracions de protesta i manifestacions.
El 14 de juny va aparèixer publicat a Neues Deutschland un article titulat "Ja és hora de deixar de banda el mall", que criticava la mala aplicació de la nova legislació laboral en el sector de la construcció. Aquest article va tenir molta repercussió, que es va sumar a la protesta causada per un altre escrit publicat al diari sindical Tribüne dos dies després, que considerava la reforma laboral "del tot correcta".

## Dimarts 16 de juny
El 16 de juny es van produir els dos primers abandonaments del lloc de treball a dues bastides de Berlín Est: al número 40 de l'avinguda Stalinallee i a la construcció d'un hospital al barri de Friedrichshain. Els obrers de totes dues bastides es van ajuntar i van formar una petita marxa de protesta que es dirigí cap a la Casa dels Sindicats (Haus der Gewerkschaften).
Els dirigents dels sindicats es van negar a escoltar les demandes dels obrers, de manera que aquests últims es dirigiren cap a la seu del govern al carrer Leipziger Straße. La munió de manifestants anava creixent. En arribar a l'edifici governamental, se'ls va comunicar que el Politburó havia acordat, al migdia, fer-se enrere en l'enduriment de les condicions laborals. Les demandes populars, però, ja no es limitaven a aquest aspecte concret: les masses reclamaven ara la dimissió del govern i la celebració d'eleccions lliures. A continuació, els protestants, cada cop més nombrosos, van tornar a través del centre de la ciutat a l'Stalinallee, van requisar una furgoneta amb altaveus, i van convocar una vaga general per a l'endemà a les vuit a la plaça Strausberger Platz.
El 15 de juny al vespre, la ràdio del sector americà de Berlín (RIAS) ja havia informat àmpliament sobre disturbis a l'Stalinallee. Tota la tarda del 16 de juny, l'emissora havia informat fil per randa de les vagues i les protestes. Representants del moviment vaguista van dirigir-se a la ràdio perquè emetessin la convocatòria de vaga general de l'endemà. La cadena RIAS s'hi va negar, però l'endemà permeté que el líder berlinès de la Confederació Sindical Alemanya, Ernst Scharnowski, demanés a tots els ciutadans que busquessin una Straußberger Platz arreu de Berlín. Malgrat que aquell dia les notícies radiofòniques eren bastant moderades, van contribuir decisivament que les protestes s'estenguessin de la capital a tota l'RDA.

## Dimecres 17 de juny
Al matí del 17 de juny, el personal sobretot de les grans empreses va decidir fer vaga i es van formar concentracions de protesta als centres de les ciutats orientals. Tot i que els mitjans de comunicació occidentals no van poder informar amb detall de totes les protestes, les recerques històriques han demostrat que va haver-hi manifestacions i actes violents a més de 500 municipis de l'RDA.
Els revoltats van ocupar 11 consells comarcals (Kreisräte), 14 ajuntaments i 7 delegacions locals del SED. També van irrompre a 9 presons, a 2 edificis d'oficines del Ministeri de Seguretat i a 8 comissaries, 4 centrals i un lloc de control de la policia. També es va intentar l'ocupació d'uns 100 edificis més sense èxit.
Els nuclis centrals de les protestes van ser Berlín Est i la indústria química de Halle i Leipzig. El nombre de manifestants oscil·la entre 400.000 i 1.500.000. Els actes de protesta va sorgir d'una manera força espontània i no hi havia cap planificació ni horaris de protestes planificats ni líders que coordinessin les accions entre les diferents regions. A les presons abans mencionades, es van deixar anar molts empresonats. En algun lloc es van produir incendis aïllats; el més espectacular fou el dels grans magatzems Columbus de Berlín. Entre els ferits cal comptar 46 policies, 14 dels quals de gravetat, i destrosses per valor de 500.000 marcs.
La majoria dels protestants eren treballadors. En molts llocs s'ha comprovat que, en veure el caire violent que prenien les manifestacions, moltes persones van decidir abandonar els actes i tornar a la feina. Fins al 1989, aquests dies s'havia analitzat com unes protestes laborals, però actualment es considera més aviat que el 17 de juny es va activar tot el potencial d'oposició a la dictadura comunista. Els canvis en la legislació laboral només van ser la guspira que, sumada a la baixa moral de la població i el Nou Rumb del 10 de juny, van encendre tota una insurrecció popular contra el règim. Una part important dels protestants eren membres d'aquelles classes socials que a l'RDA havien perdut privilegis o propietats, com ara terratinents, arrendadors d'habitatges, propietaris de petits tallers, metges, mossens, funcionaris i professors purgats en la desnazificació, oficials militars, i classe mitjana en general. A més a més, molts berlinesos occidentals van travessar la frontera per participar-hi.
La policia es va trobar superada pels esdeveniments i fins i tot alguns es van passar al cantó dels protestants. En alguns llocs de Berlín Est fins i tot va haver-hi enfrontaments violents amb la policia. El govern va haver de fugir a Karlshorst, on hi havia una base militar soviètica. D'aquí se'n sol extreure la conclusió que, si no hagués estat per l'exèrcit soviètic, molt probablement la insurrecció hauria triomfat (i normalment s'estableix una comparació amb la caiguda de la dictadura del SED el 1989, que en aquest cas no rebé ajuda de l'URSS).
A les 14:00 el primer ministre Otto Grotewohl va anunciar de nou a la ràdio oriental que la reforma laboral havia estat suspesa el dia anterior. "La insurrecció era una eina dels provocadors i dels agents feixistes estrangers i un suport al monopoli capitalista". Va demanar a tots "els treballadors i ciutadans honrats" que ajudessin a "combatre els provocadors i lliurar-los a les autoritats". Aquesta presentació dels fets com un intent de cop d'estat contrarevolucionari orquestrat des de l'estranger esdevingué la versió oficial de la historiografia de l'RDA.

## Fi de la insurrecció
Les autoritats soviètiques van decretar l'estat d'excepció a 167 dels 217 districtes (Kreise) de l'RDA. A les 13:00 el general de la divisió de Berlín, Pàvel Dibrova, va decretar també l'estat d'excepció a Berlín Est, que no va ser aixecat fins a l'11 de juliol. Amb aquesta declaració de la llei marcial, la Unió Soviètica va assumir oficialment el govern de l'RDA. Els tancs i carros de combat, que a les deu ja corrien pel centre de Berlín, van dirigir-se a altres barris de la ciutat al migdia, i la seva presència ja va reduir bastant la força de les protestes i no va haver-hi enfrontaments greus. En total van entrar en acció 16 divisions soviètiques amb uns 20.000 soldats, ajudats per 8.000 policies alemanys.
Malgrat que les autoritats soviètiques ja tenien controlada la situació al vespre del 17 de juny, en els dies següents encara quedaven alguns petits focus de protesta que a poc a poc van anar desapareixent.
Intensa sí que fou, però, la primera onada de detencions. Unes 6.000 persones, acusades de ser "provocadors", van ser detingues per la policia, l'Stasi i l'Exèrcit Roig. La majoria van ser posats en llibertat poc després i, de fet, els judicis contra molts d'ells van ser més aviat suaus. Segurament hi va fer un paper important la solidarització de molts treballadors amb els seus companys empresonats.

## Víctimes
Fins avui encara no se sap del tot quantes persones van morir en els enfrontaments i les penes de mort posteriors. Oficialment, la xifra és de 51 persones.
34 manifestants i observadors van ser cosits a trets per la policia i pels soldats soviètics o van morir per les ferides dels impactes de bala. Set persones van ser condemnades a mort pels fets. Quatre persones van morir per les males condicions dels centres penitenciaris i quatre presoners més es van suïcidar. A l'Oest es parlava, generalment, de 507 morts i a l'Est, de 25. A més, 18 soldats russos van ser afusellats per haver-se negat a disparar contra els manifestants.
La víctima més famosa és un manifestant que va ser atropellat per un tanc. Com que l'escena és una de les poques que es va poder filmar, acostuma a aparèixer sovint en aquest context.

## Dia de la Memòria
En record de la insurrecció, el 17 de juny va ser declarat Diada Nacional a la República Federal d'Alemanya. Després de la reunificació de 1990, la festa nacional va ser traslladada al Dia de la Unitat Alemanya, el 3 d'octubre. Tanmateix, el 17 de juny segueix sent un Dia de la Memòria nacional.
A més, Berlín ha mantingut el nom de l'avinguda que va de la Porta de Brandenburg a la plaça Ernst-Reuter-Platz passant per la Columna de la Victòria (Siegessäule), que s'anomena Carrer del 17 de Juny (Straße des 17. Juni).